# Колычёв, Юрий Осипович
Юрий Осипович Колычёв (15 декабря 1928 — 16 сентября 2019) — советский и российский актёр. Народный артист РСФСР (1989).

## Биография
Родился 15 декабря 1928 года в городе Кунцеве Московской губернии, в семье поэта Осипа Яковлевича Колычёва (настоящая фамилия Сиркес, 1904—1973). Внук писателя-сатирика Якова Сиркеса. Брат — Евгений Осипович Колычёв-Сиркес (1935—2005), художник, книжный график.
В 1950 году, окончив Театральное училище им. М. С. Щепкина, был принят в Малый театр.
С 1957 года работал в труппе Московского театра имени Ленинского комсомола («Ленком»).
Умер в 2019 году. Прах захоронен в колумбарии на Ваганьковском кладбище.

## Награды и звания
- почётное звание «Заслуженный артист РСФСР» (23 декабря 1977 года) — за заслуги в области советского театрального искусства[2]
- почётное звание «Народный артист РСФСР» (26 мая 1989 года) — за большие заслуги в области советского искусства[3]
- Орден «За заслуги перед Отечеством» IV степени (16 декабря 2008 года) — за большой вклад в развитие отечественного театрального искусства и многолетнюю творческую деятельность[4]
- Орден Почёта (8 января 1999 года) — за заслуги в области культуры и искусства, большой вклад в укрепление дружбы и сотрудничества между народами, многолетнюю плодотворную работу[5]
- Благодарность Президента Российской Федерации (28 декабря 2013 года) — за заслуги в развитии театрального искусства и многолетнюю творческую деятельность[6]

## Творчество

### Театральные работы

#### Малый театр
- 1951 — «Без вины виноватые» А. Н. Островского, Постановка: В. И. Цыганков, Режиссер: Б. П. Бриллиантов — Незнамов; (премьера — 8 апреля 1951)
- 1952 — «Дорога свободы» Говарда Фаста, Режиссер: Б. И. Равенских — Марк; (премьера — 26 апреля 1952)
- 1953 — «Шакалы» А. М. Якобсона, Постановка: Б. И. Равенских, Режиссер: М. Н. Гладков — Бен; (премьера — 4 октября 1953)

#### Московский государственный театр имени Ленинского комсомола
- 1957 — «Когда цветёт акация» Н. Г. Винникова — Борис Прищепин, Режиссер: С. Л. Штейн; (премьера — 24 июля 1957)
- 1957 — «Хлеб и розы» А. Д. Салынского — парень, Режиссер: С. А. Майоров; (премьера — 6 ноября 1957)
- 1958 — «Святая Жанна» Б. Шоу — Паж Дюнуа, Постановка: В. С. Канцель, Режиссер: А. П. Петроченко; (премьера — 18 марта 1958)
- 1958 — «Так и будет» К. М. Симонова — Вася Каретников, Режиссер: В. В. Всеволодов; (премьера — 28 июня 1958)
- 1958 — «Если в сердце весна» А. С. Козина — Николай Дружинин, Режиссер: А. А. Рубб; (премьера — 27 октября 1958)
- 1959 — «С завязанными глазами» И. Фейера — Балинт Радона, крестьянин, Режиссер: С. Л. Штейн; (премьера — 21 марта 1959)
- 1959 — «Братья Ершовы» В. А. Кочетова — Бусырин Федор Федорович, Постановка: С. А. Майоров, Режиссер: В. Р. Соловьев; (премьера — 21 мая 1959)
- 1959 — «Огонь твоей души» А. А. Араксманяна — Саво, Режиссер: Р. Н. Капланян; (премьера — 21 июня 1959)
- 1959 — «Незнакомые люди» Л. Е. Устинова — Алексей Говорухин, Режиссер: А. А. Рубб; (премьера — 31 декабря 1959)
- 1960 — «Опасный возраст» С. Нариньяни — Сергей Шишков, Режиссер: С. Л. Штейн; (премьера — 14 марта 1960)
- 1960 — «Семья» И. Ф. Попова — Рыбаков, Режиссер: С. В. Гиацинтова; (премьера — 10 апреля 1960)
- 1960 — «Цветы живые» Н. Ф. Погодина — Всеволод Гулямов, Режиссер: Б. Н. Толмазов; (премьера — 5 ноября 1960)
- 1960 — «Гамлет из квартиры № 13» А. Л. Вейцлера, А. Н. Мишарина — сын седой женщины; Режиссер: О. Я. Ремез; (премьера — 5 декабря 1960)
- 1961 — «Ночное чудо» Г. В. Ягджана — Сергеев, Постановка: Р. Н. Капланян, Режиссер: Ю. О. Колычев; (премьера — 21 мая 1961)
- 1962 — «Центр нападения умрет на заре» Агустина Куссани — Аристидес (Качо) Бельтран, центр. напад., Режиссер: Б. Н. Толмазов; (премьера — 20 января 1962)
- 1962 — «Вам 22, старики» Э. С. Радзинского — Алексей Шорохов, Постановка: С. Л. Штейна, Режиссер: А. А. Ширвиндт; (премьера — 6 ноября 1962)
- 1963 — «О Лермонтове» О. Я. Ремеза, Т. М. Чеботаревской — М. Ю. Лермонтов, Постановка: О. Я. Ремеза, Режиссер: В. С. Коровин; (премьера — 8 декабря 1963)
- 1963 — «Двадцать лет спустя» М. А. Светлова, — Яков, Режиссер: Я. А. Губенко; (премьера — 13 декабря 1963)
- 1964 — «До свидания, мальчики!» Б. И. Балтера и В. Н. Токарева — Павел Баулин, Режиссер: С. Л. Штейн; (премьера — 15 марта 1964)
- 1964 — «В день свадьбы» В. С. Розова — Михаил, Постановка: А. В. Эфрос, Режиссер: Л. К. Дуров; (премьера — 19 апреля 1964)
- 1964 — «104 страницы про любовь» Э. С. Радзинского — Ведущий, Постановка: А. В. Эфрос, Режиссер: Н. А. Зверева; (премьера — 2 июля 1964)
- 1966 — «Судебная хроника» Я. И. Волчека — Шелагин, общественный обвинитель, Постановка: А. В. Эфроса и А. М. Адоскин; (премьера — 27 мая 1966)
- 1966 — «Мольер» М. А. Булгакова — Шарль Варле де Лагранж — актер, он же «Регистр», Постановка: А. В. Эфрос, Режиссер: Л. К. Дуров; (премьера — 1 декабря 1966)
- 1967 — «Страх и отчаяние в Третьей империи» Б. Брехта — пожилой рабочий, муж, Постановка: С. Л. Штейна и Л. К. Дурова; (премьера — 20 марта 1967)
- 1967 — «Дым Отечества» К. М. Симонова — Басаргин, Постановка: А. О. Гинзбург, С. В. Гиацинтовой; (премьера — ноябрь, 1967)
- 1969 — «Прощай, оружие» по роману Э. Хемингуэя — Алесандро Ринальди, Режиссер: А. О. Гинзбург, О. А. Чубайс; (премьера — 18 декабря 1969)
- 1970 — «Конец Хитрова рынка» по роману А. А. Безуглова, Ю. М. Кларова в инсценировке А. О. Гинзбургa — Медведев, Постановка: В. Б. Монахова и В. В. Всеволодова; (премьера — 23 июля 1970)
- 1971 — «Вечером, после работы» В. К. Константинова, Б. М. Рацера — Воспитатель, Режиссер: С. Л. Штейн; (премьера — 14 августа 1971)
- 1973 — «Автоград—XXI» М. А. Захарова, Ю. И. Визбора, — Инженер, Постановка: М. А. Захаров, Режиссер: Леонид Заславский; (премьера — 26 декабря 1973)
- 1974 — «Тиль» Г. И. Горина — Клаас, угольщик, Постановка: М. А. Захаров, Режиссер: Юрий Махаев; (премьера — 3 апреля 1974)
- 1975 — «В списках не значился» Б.Л Васильева, Ю. И. Визбора, М. А. Захарова — Политрук, Постановка: М. А. Захаров, Реж.: Юрий Махаев; (премьера — 9 мая 1975)
- 1975 — «Ясновидящий» Л. Фейхтвангера — Пауль Крамер, Режиссер: М. А. Захаров; (премьера — 15 ноября 1975)
- 1977 — «Парень из нашего города» К. М. Симонова — Васнецов, Постановка: М. А. Захаров, Режиссер: Юрий Махаев; (премьера — 23 декабря 1977)
- 1978 — «Революционный этюд» М. Ф. Шатрова — Владимир Александрович Обух, доктор, Постановка: М. А. Захаров, Режиссер: Юрий Махаев; (премьера — 28 декабря 1978)
- 1981 — «Люди и птицы» Б. С. Штейна, Ю. А. Махаева — Истомин, Постановка: М. А. Захаров, Режиссер: Юрий Махаев; (премьера — 5 февраля 1981)
- 1983 — «Оптимистическая трагедия» В. В. Вишневского — Священнослужитель, Постановка: М. А. Захаров; (премьера — 4 июля 1983)
- 1984 — «Проводим эксперимент» В. К. Черных и М. А. Захарова — Министр, Постановка: М. А. Захаров; (премьера — 11 мая 1984)
- 1985 — «Три девушки в голубом» Л. С. Петрушевской — Николай Иванович, Постановка: М. А. Захаров, Режиссер: Юрий Махаев; (премьера — 18 марта 1985)
- 1986 — «Диктатура совести» М. Ф. Шатрова — Баташов, Постановка: М. А. Захаров, Режиссер: Юрий Махаев; (премьера — 11 февраля 1986)
- 1989 — «Мудрец» А. Н. Островского — Мамаев, Постановка: М. А. Захаров; (премьера — 21 марта 1989)
- 1989 — «Поминальная молитва» Г. И. Горина по повести Шолом-Алейхема — Священник, Постановка: М. А. Захаров; (премьера — 4 октября 1989)
- 1994 — «Чайка» А. П. Чехова — Пётр Николаевич Сорин, Постановка: М. А. Захарова; (премьера — 1 октября 1994)
- 1995 — «Королевские игры» Г. И. Горина — Кардинал Вулси, Постановка: М. А. Захарова, Режиссер: Юрий Махаев; (премьера — 12 октября 1995)
- 1997 — «Варвар и еретик» по мотивам Ф. М. Достоевского «Игрок» — генерал Загорянский, Постановка: М. А. Захарова; (премьера — 3 мая 1997)
- 2001 — «Шут Балакирев» Г. И. Горина — Пётр Павлович Шафиров, Постановка: М. А. Захарова, Режиссер: Юрий Махаев; (премьера — 14 мая 2001)
- 2006 — «Тартюф» Ж.-Б. Мольера — Офицер, Постановка: В. В. Мирзоева; (премьера — 19 декабря 2006)
- 2009 — «Вишнёвый сад» А. П. Чехова — Фирс, лакей, Постановка: М. А. Захарова; (премьера — 23 сентября 2009)

### Фильмография
- 1980 — «Мелодия на два голоса» — Викентий Сидорович
- 1982 — «День рождения (фильм, 1982)» — Кузнецов
- 1982 — «Дом, который построил Свифт» — епископ
- 1985 — «Из жизни Потапова» — учёный
- 2006 — «Очарование зла» — Гучков

### Озвучивание фильмов и мультфильмов
1. 1970 — Мой друг Мартын — Милиционер, Дворник
2. 1972 — Вероника — все роли (одноголосое закадровое озвучивание киностудии «Центрнаучфильм»)
3. 1973 — Вероника возвращается — все роли (одноголосое закадровое озвучивание киностудии «Центрнаучфильм»)
4. 1981 — Сын белой лошади — все роли (одноголосое закадровое озвучивание киностудии «Центрнаучфильм»)